# Denazificatie

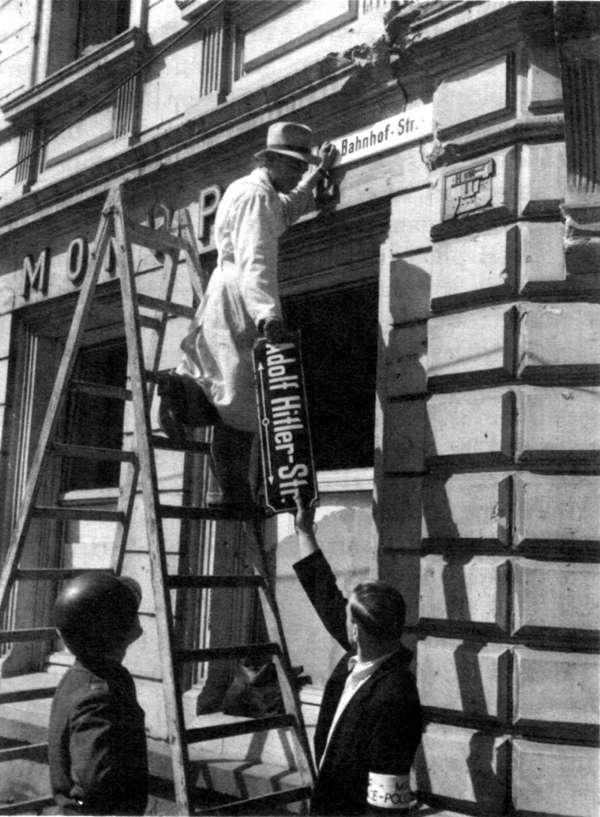
De Adolf-Hitler-Straße in Trier krijgt zijn oude naam Bahnhofstraße (Stationsstraat) terug

Denazificatie (Duits: Entnazifizierung) was het door de geallieerden ingezette proces in het bezette Duitsland en Oostenrijk waarbij de samenleving, cultuur, pers, economie, rechterlijke macht en politiek werd 'gezuiverd' van nazi-elementen na de Tweede Wereldoorlog. In 2022 werd de term gebruikt door de Russische president Vladimir Poetin om de Russische invasie van Oekraïne in 2022 te rechtvaardigen.

## De term na de Tweede Wereldoorlog
De middelen van denazificatie liepen uiteen van propaganda, bedoeld om de bevolking te confronteren met de misdaden van het naziregime, tot de liquidatie van kopstukken van paramilitaire nazi-organisaties. Daarnaast werden in de Amerikaanse bezettingszone nazi's geïnterneerd in concentratiekampen en werden beroepsverboden tegen hen uitgevaardigd. Uit de Sovjet-zone werden vele nazi's naar kampen in de Sovjet-Unie gedeporteerd.
In de Britse en Amerikaanse bezettingszones waren er in totaal ten minste ruim 500 colleges, zgn. Spruchkammer, die beslisten, of een Duitser na de oorlog als nazi vervolgd moest worden. De Duitser zelf had de bewijslast.  Alle Duitsers moesten, op grond van een wet uit 1946, voor zo'n college verschijnen. Er waren vijf categorieën: 
- Categorie 1 was die van oorlogsmisdadigers (hoofdschuldigen), die de doodstraf konden krijgen, bijv. in de Neurenberger processen.
- Categorieën 2 en 3 gaven tussenliggende vormen en graden van nazi-activiteiten.
- Categorie 4 was die van meelopers, die meestal alleen een kort beroepsverbod kregen.
- De mensen in categorie 5, onder wie velen, die tevoren in hun vrienden- en kennissenkring voor getuigen à decharge hadden gezorgd, werden als niet of nauwelijks schuldig vrijgelaten. Zij kregen een aan de voorzijde geheel wit document als bewijs daarvoor. Door deze vrijbrief waren zij als het ware witgewassen van schuld aan de misdaden van het Derde Rijk. Naar Persil, een populair wasmiddel uit die tijd, werd zo'n vrijbrief Persilschein genoemd.

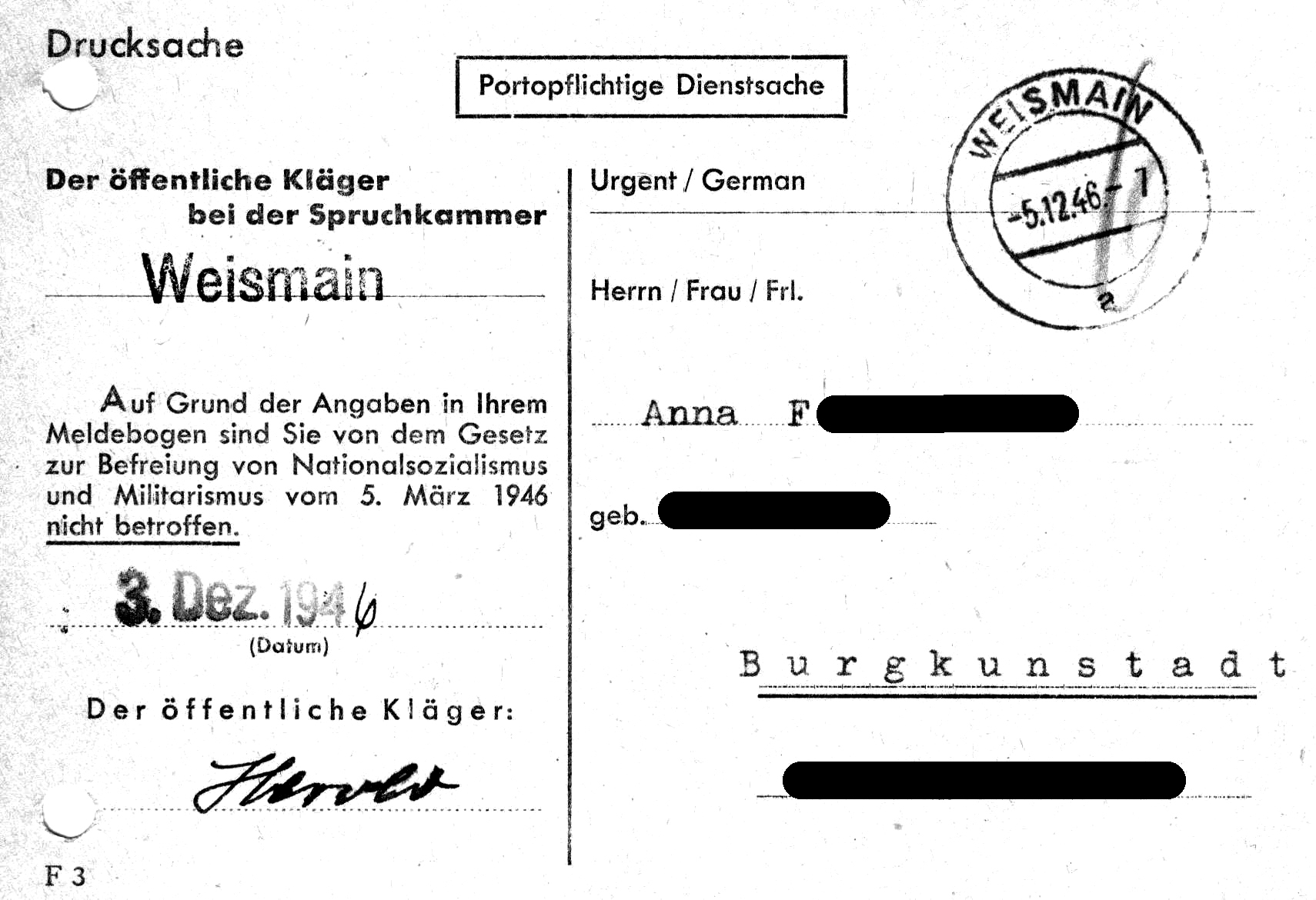
Een Persilschein van een Duitse vrouw uit 1946.

## De term tijdens de Russische invasie van Oekraïne
Op 24 februari 2022 viel het Russische leger op bevel van de Russische president Poetin Oekraïne binnen, naar eigen zeggen om het land te demilitariseren en denazificeren. Poetin wilde daarmee "de vele etnische Russen in de Oost-Oekraïense regio Donbas beschermen". Oekraïense ultranationalisten speelden vanaf 2014 een beperkte rol bij de weerstand tegen pro-Russische opstanden in deze regio's, waarna de nationalistische vrijwilligers werden ingelijfd in het reguliere Oekraïense leger.